# Eucalyptus miniata
Eucalyptus miniata là một loài thực vật có hoa trong Họ Đào kim nương. Loài này được A.Cunn. ex Schauer mô tả khoa học đầu tiên năm 1843.